# Ceratomorfs
Els ceratomorfs (Ceratomorpha, ‘amb forma de banya’ en llatí) són un subordre de perissodàctils que inclou dues famílies vivents, la dels rinoceròtids i la dels tapírids. És el tàxon germà dels hipomorfs, que inclou una única família, la dels èquids.